# هوی (وب سایت)
هِوی  یک وب سایت خبری مستقر در شهر نیویورک است. این سایت از طریق وب سایت اصلی خود Heavy.com و پلت فرم اسپانیایی‌زبان AhoraMismo.com فعالیت می‌کند.  این وب سایت اخبار ورزشی و موضوعات و افراد پرطرفدار را منتشر می‌کند. 